# راهبک سینه‌زنگاری
راهبک سینه‌زنگاری (نام علمی: Nonnula rubecula)، گونه‌ای از پرندگان نزدیک گنجشک‌سان از خانواده پفی‌مرغان (Bucconidae) (شامل پفی‌مرغ‌ها، راهبک‌ها و مرغ‌های راهبه) است که در آرژانتین، برزیل، کلمبیا، اکوادور، گویان، پاراگوئه، پرو، سورینام، ونزوئلا، و احتمالاً گویان فرانسه یافت می‌شود.